# Khomutovsky (huyện)
Huyện Khomutovsky (tiếng Nga: ? райо́н) là một huyện hành chính tự quản (raion), của Tỉnh Kursk, Nga. Huyện có diện tích 1204 km², dân số thời điểm ngày 1 tháng 1 năm 2000 là 18500 người. Trung tâm của huyện đóng ở Khomutovka.